# Benoît Poher

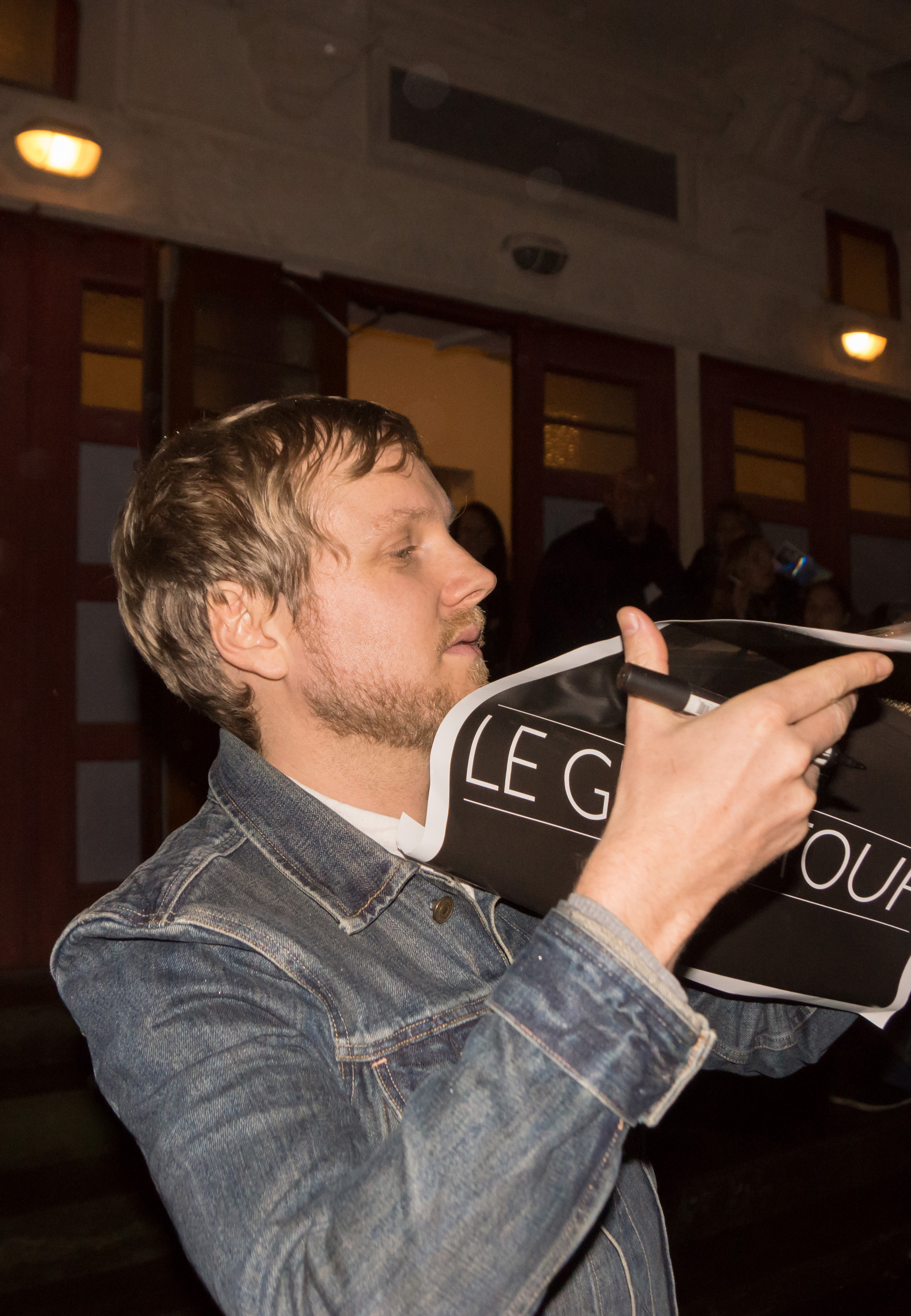

Benoît Poher nació el 27 de junio de 1979 en Mantes-la-Jolie en Yvelines. Es el cantante del grupo de rock francés Kyo. También fue parte de Empyr : su primer álbum, The Peaceful Riot, fue lanzado el 12 de mayo de 2008.

## Biografía
Nacido en Mantes-la-Jolie , hijo de músicos, un deseo de crear música llegó a él durante sus años de estudio. Benoît ha cumplido con los otros tres miembros de Kyo (Fabien Dubos (batería), Florian Dubos y Nicolás Chassagne) en 1994 cuando estaban en la universidad. Él era un cantante del grupo de su adolescencia, cuando empezaron a tocar juntos.
Para Benoît Poher, "el momento más emotivo de su vida" ha sido uno donde ha escuchado una canción de Kyo por primera vez en la radio.
En noviembre de 2005, compuso la canción Ma religion dans son regard para el álbum Ma vérité de Johnny Hallyday.
También escribió Mon Essentiel para la comedia musical Le Roi Soleil.
A principios de 2006, durante los debates sobre el proyecto de ley DADVSI y disposiciones para prevenir o castigar a la copia de archivos de música a través de Internet, Benoît Poher anuncia apoyo para el proyecto, citando a China como un ejemplo para la censura de la red:

"Lo que más me habló de lo que él [Nicolás Sarkozy] ha dicho que se puede cerrar un sitio de descargas ilegales en cuanto se dirige a las personas que ofrecen música libre y no la dirección de Internet [...]. [Internet] puede hacer nada. Podemos evitar que estos sitios están utilizando en Francia. Hacen bien en China. "

- Datos: Q2896624
- Multimedia: Benoît Poher / Q2896624